# مفوضية باروسو
مفوضية باروسو هي المفوضية الأوروبية في المنصب من 22 نوفمبر 2004 حتى 31 أكتوبر 2014. كان يرأسها دوراو باروسو، الذي ترأس أكثر من 27 مفوضًا آخر (واحد من كل دولة من الدول المكونة للاتحاد الأوروبي، باستثناء البرتغال). في 16 سبتمبر 2009، أعيد انتخاب باروزو من قبل البرلمان الأوروبي لمدة خمس سنوات أخرى وتمت الموافقة على تولي المفوضية المنصب في 9 فبراير 2010.